# Rotel Tours
Ротель Турс — туроператор, специализирующийся на путешествиях в так называемых Ротелях (Rotel) — «передвижных отелях». Слово Rotel образовано из английских слов Rolling и Hotel. Rotel является зарегистрированной торговой маркой и может применяться только к «передвижным отелям» компании Rotel Tours. Ротель представляет собой изготовленный на заказ автобус или автобус с прицепом с одно- и двухместными спальными отсеками, в которых имеются также помещения для переодевания, общая кухня или вагон ресторан с европейской кухней и общий туалет на вагон (автобус). В таких автобусах могут разместиться 24-34 постояльца (туриста), водитель и гид. Днём, во время движения автобуса, туристы размещаются на сидячих местах, а ночью переходят на спальные места, расположенные на трех уровнях в задней части автобуса или в прицепе.
Ротель Турс является дочерней компанией Georg Höltl GmbH & Co. KG, расположенной в Титтлинге, Бавария, Германия.
Компания предлагает туры на шести континентах.

## История
Ротель Турс — один из пионеров послевоенного туризма в Германии. Эта семейная компания основана в 1945 году Георгом Хёльтлем. Первоначально компания называлась «Internationale Begegnungsfahrten» («Международные встречи»). Это название не случайно, после окончания Второй Мировой войны компания активно участвовала в восстановлении международных отношений, нарушенных войной. К примеру, проводились паломнические туры совместно с Pax Christie во Францию, с франко-германскими встречами, которые проходили под знаком примирения. С 1950 года компания предлагала туристические поездки во Францию, Италию, Испанию и другие страны Средиземноморья. Во время таких путешествий туристы ночевали в палатках. Было много паломнических туров.
С изобретением Георгом Хёльтлем отелей на колесах — Ротелей (Rotel — Rolling Hotel) стали возможны новые путешествия, к примеру, первое путешествие по суше из Мюнхена через Турцию в Иерусалим в 1959 году. Во время первой поездки в Иерусалим пришлось отремонтировать 38 спущенных покрышек, на обратный путь ушло десять дней.. В 1962 году Rotel Tours провел тур по суше в Индию и обратно. В 1965 году услугами компании воспользовались 52000 человек. В 1966 году компания предложила новые туры: путешествие по Индии продолжительностью два с половиной месяца и паломнические поездки в Израиль.
В 1969 году компания провела первый тур на автобусе по пустыне Сахара (Первая транссахарская экспедиция на автобусе). Путешествие началось на севере Африки, в Тунисе, далее маршрут пролегал через города: Таузар, Гардая, Ин-Салах, Таманрассет, Агадес, Ниамей, Абомей, Порто-Ново, Ломе. Закончился тур в городе Аккра.
С 1990 года компания предлагает туристические поездки на Ротелях по Китаю, Монголии, Лаосу и Вьетнаму.

## Путешествия с Ротель Турс
Во время тура водитель автобуса Ротель является одновременно и гидом, и поваром. В начале поездки каждый путешественник получает сумку с двумя кухонными полотенцами, досками, чашками, тарелками и столовыми приборами. Кухонное оборудование находится в задней части автобуса или в прицепе автобуса. В стоимость тура входит полупансион с завтраком и ужином, который может состоять из пакетированных супов, готового пюре или консервов. Готовят блюда также у костра. Для ужина расставляют столы и стулья, готовят блюда из имеющихся ингредиентов.
По возможности на ночлег останавливаются в кемпингах, иногда за пределами центра города, в местах где есть санузлы (на парковках). В зависимости от поездки кемпинг иногда бывает в пути, когда туристы спят в автобусе, или в домиках. Там, где нет кемпингов, автобусы Ротель паркуются на дорогах с грузовым движением. Сотовидные спальные места (каюты) в автобусе или прицепе автобуса имеют длину два метра, ширину 80 сантиметров и такую же высоту. Спальные места оборудованы матрасами. Днём, во время движения, доступ к спальным местам закрывается. В автобусах и прицепах автобусов спальные места неотапливаемые, нет ни кондиционеров, ни вентиляторов. Каждое спальное место (каюта) оборудовано окном с занавеской, которое можно открыть на ночь для вентиляции. Стены между каютами тонкие, поэтому опытные клиенты Ротель Турс берут с собой беруши. Водитель спит в задней части автобуса.